# Stopa matice
V lineární algebře je stopa čtvercové matice {\displaystyle {\boldsymbol {A}}} definována jako součet prvků na hlavní diagonále. 
Značí se {\displaystyle \operatorname {tr} {\boldsymbol {A}}}. 
Pro komplexní matice platí, že stopa je součtem jejích vlastních čísel včetně násobností. Stopa splňuje {\displaystyle \operatorname {tr} ({\boldsymbol {AB}})=\operatorname {tr} ({\boldsymbol {BA}})} pro libovolné dvě matice {\displaystyle {\boldsymbol {A}}} a {\displaystyle {\boldsymbol {B}}} odpovídajících velikostí, a proto podobné matice mají stejnou stopu. 

## Definice
Pro matici
{\displaystyle {\boldsymbol {A}}={\begin{pmatrix}a_{11}&a_{12}&\cdots &a_{1n}\\a_{21}&a_{22}&\cdots &a_{2n}\\\vdots &\vdots &\ddots &\vdots \\a_{n1}&a_{n2}&\cdots &a_{nn}\end{pmatrix}}\in T^{n\times n}}
má stopa hodnotu
{\displaystyle \operatorname {tr} {\boldsymbol {A}}=\sum _{i=1}^{n}a_{ii}=a_{11}+a_{22}+\cdots +a_{nn}}.
Prvky {\displaystyle {\boldsymbol {A}}} mohou být reálná čísla, komplexní čísla nebo obecněji prvky tělesa {\displaystyle T}. Stopa je definována pouze pro čtvercové matice, tj. typu {\displaystyle n\times n}.

### Ukázka
Stopa matice 
{\displaystyle {\boldsymbol {A}}={\begin{pmatrix}a_{11}&a_{12}&a_{13}\\a_{21}&a_{22}&a_{23}\\a_{31}&a_{32}&a_{33}\end{pmatrix}}={\begin{pmatrix}1&0&3\\11&5&2\\6&12&-5\end{pmatrix}}}
je
{\displaystyle \operatorname {tr} ({\boldsymbol {A}})=\sum _{i=1}^{3}a_{ii}=a_{11}+a_{22}+a_{33}=1+5+(-5)=1}.

## Vlastnosti
- Stopa je lineární zobrazení, neboli pro libovolné čtvercové matice {\displaystyle {\boldsymbol {A}}} a {\displaystyle {\boldsymbol {B}}} stejného řádu nad tělesem {\displaystyle T} a libovolné {\displaystyle r\in T} platí:
{\displaystyle \operatorname {tr} ({\boldsymbol {A}}+{\boldsymbol {B}})=\operatorname {tr} {\boldsymbol {A}}+\operatorname {tr} {\boldsymbol {B}}}
{\displaystyle \operatorname {tr} (r{\boldsymbol {A}})=r\cdot \operatorname {tr} {\boldsymbol {A}}}

- Stopa se nemění transpozicí:
{\displaystyle \operatorname {tr} {\boldsymbol {A}}=\operatorname {tr} {\bigl (}{\boldsymbol {A}}^{\mathsf {T}}{\bigr )}}

neboť transpozice matice nemění hodnoty prvků, které leží na hlavní diagonále.

### Stopa součinu
Matice ve stopě součinu dvou matic lze zaměnit beze změny výsledku. Pro matice {\displaystyle {\boldsymbol {A}}} a {\displaystyle {\boldsymbol {B}}} typu {\displaystyle m\times n} a {\displaystyle n\times m} platí:
{\displaystyle \operatorname {tr} ({\boldsymbol {A}}{\boldsymbol {B}})=\operatorname {tr} ({\boldsymbol {B}}{\boldsymbol {A}})}
což bezprostředně plyne z definice maticového součinu:
{\displaystyle \operatorname {tr} ({\boldsymbol {A}}{\boldsymbol {B}})=\sum _{i=1}^{m}\left({\boldsymbol {A}}{\boldsymbol {B}}\right)_{ii}=\sum _{i=1}^{m}\sum _{j=1}^{n}a_{ij}b_{ji}=\sum _{j=1}^{n}\sum _{i=1}^{m}b_{ji}a_{ij}=\sum _{j=1}^{n}\left({\boldsymbol {B}}{\boldsymbol {A}}\right)_{jj}=\operatorname {tr} ({\boldsymbol {B}}{\boldsymbol {A}}).}
Tato vlastnost je zajímavá, protože součin matic není  komutativní a současně stopa součinu {\displaystyle \operatorname {tr} ({\boldsymbol {A}}{\boldsymbol {B}})} se obvykle liší od součinu stop {\displaystyle \operatorname {tr} {\boldsymbol {A}}\cdot \operatorname {tr} {\boldsymbol {B}}}.
Podobné matice mají stejnou stopu, neboli pro čtvercovou matici {\displaystyle {\boldsymbol {A}}} a regulární matici {\displaystyle {\boldsymbol {P}}} stejného řádu platí:
{\displaystyle \operatorname {tr} \left({\boldsymbol {P}}^{-1}{\boldsymbol {A}}{\boldsymbol {P}}\right)=\operatorname {tr} \left({\boldsymbol {P}}^{-1}({\boldsymbol {A}}{\boldsymbol {P}})\right)=\operatorname {tr} \left(({\boldsymbol {A}}{\boldsymbol {P}}){\boldsymbol {P}}^{-1}\right)=\operatorname {tr} ({\boldsymbol {A}})}.
Jinými slovy, stopa je invariantní vůči změně báze.
Obecněji je stopa neměnná při kruhových posunech činitelů:
{\displaystyle \operatorname {tr} ({\boldsymbol {A}}{\boldsymbol {B}}{\boldsymbol {C}}{\boldsymbol {D}})=\operatorname {tr} ({\boldsymbol {B}}{\boldsymbol {C}}{\boldsymbol {D}}{\boldsymbol {A}})=\operatorname {tr} ({\boldsymbol {C}}{\boldsymbol {D}}{\boldsymbol {A}}{\boldsymbol {B}})=\operatorname {tr} ({\boldsymbol {D}}{\boldsymbol {A}}{\boldsymbol {B}}{\boldsymbol {C}}).}
Některé permutace nejsou povoleny, přičemž obecně platí: {\displaystyle \operatorname {tr} ({\boldsymbol {A}}{\boldsymbol {B}}{\boldsymbol {C}})\neq \operatorname {tr} ({\boldsymbol {A}}{\boldsymbol {C}}{\boldsymbol {B}})}. 
U součinu tří symetrických matic, je však povolena jakákoli permutace:
{\displaystyle \operatorname {tr} ({\boldsymbol {A}}{\boldsymbol {B}}{\boldsymbol {C}})=\operatorname {tr} \left(\left({\boldsymbol {A}}{\boldsymbol {B}}{\boldsymbol {C}}\right)^{\mathsf {T}}\right)=\operatorname {tr} ({\boldsymbol {C}}^{\mathsf {T}}{\boldsymbol {B}}^{\mathsf {T}}{\boldsymbol {A}}^{\mathsf {T}})=\operatorname {tr} ({\boldsymbol {C}}{\boldsymbol {B}}{\boldsymbol {A}})=\operatorname {tr} ({\boldsymbol {A}}{\boldsymbol {C}}{\boldsymbol {B}})}.
Pro více než tři činitele však obecně neplatí libovolná záměna pořadí ani u symetrických matic.

### Souvislost se skalárním součinem
Stopu čtvercové matice, která vznikne ze součinu dvou obdélníkových matic, lze přepsat jako součet dílčích součinů dvojic prvků na stejných pozicích, tj. jako součet všech prvků jejich Hadamardova součinu.
Formálně, jsou-li {\displaystyle {\boldsymbol {A}}} a {\displaystyle {\boldsymbol {B}}} jsou dvě matice typu {\displaystyle m\times n}, pak
{\displaystyle \operatorname {tr} \left({\boldsymbol {A}}^{\mathsf {T}}{\boldsymbol {B}}\right)=\operatorname {tr} \left({\boldsymbol {A}}{\boldsymbol {B}}^{\mathsf {T}}\right)=\operatorname {tr} \left({\boldsymbol {B}}^{\mathsf {T}}{\boldsymbol {A}}\right)=\operatorname {tr} \left({\boldsymbol {B}}{\boldsymbol {A}}^{\mathsf {T}}\right)=\sum _{i=1}^{m}\sum _{j=1}^{n}a_{ij}b_{ij}\;.}
Když se na matici {\displaystyle m\times n} pohlíží jako na vektor délky {\displaystyle mn} (což je proces nazývaný vektorizace), pak uvedený výpočet na maticích {\displaystyle {\boldsymbol {A}}} a {\displaystyle {\boldsymbol {B}}} odpovídá standardnímu skalárnímu součinu. 
Podle uvedené rovnice je {\displaystyle \operatorname {tr} \left({\boldsymbol {A}}^{\mathsf {T}}{\boldsymbol {A}}\right)} součtem druhých mocnin, a proto je vždy nezáporná. Nulu nabývá pouze v případě, je-li matice {\displaystyle {\boldsymbol {A}}} nulová, což odpovídá pozitivní definitnosti. Společně se symetrií {\displaystyle \operatorname {tr} \left({\boldsymbol {A}}^{\mathsf {T}}{\boldsymbol {B}}\right)=\operatorname {tr} \left({\boldsymbol {B}}^{\mathsf {T}}{\boldsymbol {A}}\right)} vyplývá, že uvedený součin tvoří unitární prostor na množině reálných matic stejného typu. Stopa součinu {\displaystyle \operatorname {tr} \left({\boldsymbol {A}}^{\mathsf {T}}{\boldsymbol {B}}\right)} se nazývá Frobeniův skalární součin matic {\displaystyle {\boldsymbol {A}}} a {\displaystyle {\boldsymbol {B}}}.  Norma odvozená z tohoto skalárního součinu se nazývá Frobeniova norma.
Pro reálné pozitivně semidefinitní matice {\displaystyle {\boldsymbol {A}}} a {\displaystyle {\boldsymbol {B}}}  stejného řádu je tato norma submultiplikativní: 
{\displaystyle 0\leq \left[\operatorname {tr} ({\boldsymbol {A}}{\boldsymbol {B}})\right]^{2}\leq \operatorname {tr} \left({\boldsymbol {A}}^{2}\right)\operatorname {tr} \left({\boldsymbol {B}}^{2}\right)\leq \left[\operatorname {tr} ({\boldsymbol {A}})\right]^{2}\left[\operatorname {tr} ({\boldsymbol {B}})\right]^{2}\ },
což lze dokázat pomocí Cauchyho-Schwarzovy nerovnosti.
Frobeniův vnitřní součin a norma se často užívají v maticovém počtu a ve statistice.
Jmenovitě platí, že pro reálné sloupcové vektory {\displaystyle {\boldsymbol {u}},{\boldsymbol {v}}\in \mathbb {R} ^{n}} je stopa jejich tenzorového součinu rovna jejich standardnímu skalárnímu součinu: {\displaystyle \operatorname {tr} \left({\boldsymbol {v}}{\boldsymbol {u}}^{\mathsf {T}}\right)={\boldsymbol {u}}^{\mathsf {T}}{\boldsymbol {v}}}.

### Stopa Kroneckerova součinu
Stopa Kroneckerova součinu dvou matric je součinem jejich stop:
{\displaystyle \operatorname {tr} ({\boldsymbol {A}}\otimes {\boldsymbol {B}})=\operatorname {tr} ({\boldsymbol {A}})\operatorname {tr} ({\boldsymbol {B}}).}

### Stopa a vlastní čísla
Stopa reálné nebo komplexní matice je rovna součtu jejích vlastních čísel.
Každá komplexní čtvercová matice {\displaystyle {\boldsymbol {A}}} řádu {\displaystyle n} má {\displaystyle n} vlastních číslel {\displaystyle \lambda _{1},\dots ,\lambda _{n}} (každé je zopakováno tolikrát, kolik činí jeho algebraická násobnost) a pro vlastní čísla pak platí:
{\displaystyle \operatorname {tr} ({\boldsymbol {A}})=\sum _{i=1}^{n}\lambda _{i}}.
Tuto vlastnost mají i reálné matice, jejichž vlastní čísla mohou být komplexní. 
Vztah je důsledkem skutečnosti, že {\displaystyle {\boldsymbol {A}}} je podobná své Jordanově normální formě, což je horní trojúhelníková matice s {\displaystyle \lambda _{1},\dots ,\lambda _{n}} na hlavní diagonále. 

## Stopy vybraných matric
- Stopa jednotkové matice je rovna jejímu řádu:

{\displaystyle \operatorname {tr} \left(\mathbf {I} _{n}\right)=n}
Z tohoto vztahu je odvozena obecná definice dimenze vektorového prostoru pomocí stopy.
- Stopa hermitovské matice je reálná, protože hermitovské matice mají na diagonále reálná čísla.

- Stopa permutační matice je počet pevných bodů odpovídající permutace. Člen {\displaystyle a_{ii}} je roven 1, jen je-li {\displaystyle i}-tý prvek permutace jejím pevným bodem. Ostatní prvky na diagonále jsou rovny 0.

- Stopa projekční matice je dimenze cílového prostoru.

{\displaystyle {\begin{aligned}{\boldsymbol {P}}_{\boldsymbol {X}}&={\boldsymbol {X}}\left({\boldsymbol {X}}^{\mathsf {T}}{\boldsymbol {X}}\right)^{-1}{\boldsymbol {X}}^{\mathsf {T}}\\\Longrightarrow \operatorname {tr} \left({\boldsymbol {P}}_{\boldsymbol {X}}\right)&=\operatorname {rank} ({\boldsymbol {X}}).\end{aligned}}}
Matice {\displaystyle {\boldsymbol {P}}_{\boldsymbol {X}}} je idempotentní.
- Obecněji řečeno, stopa jakékoli idempotentní matice, tj. matice splňující {\displaystyle {\boldsymbol {A}}^{2}={\boldsymbol {A}}}, je rovna její vlastní hodnosti .

- Stopa nilpotentní matice je nulová. Uvedená vlastnost platí i obráceně pro tělesa charakteristiky nula:

Pokud pro všechna {\displaystyle k} a čtvercovou matici {\displaystyle {\boldsymbol {A}}} platí: {\displaystyle \operatorname {tr} \left({\boldsymbol {A}}^{k}\right)=0}, pak je {\displaystyle {\boldsymbol {A}}} nilpotentní.
Uvedená vlastnost neplatí pro tělesa charakteristiky {\displaystyle n>0}, protože jednotková matice řádu {\displaystyle n} není nilpotentní, ale {\displaystyle \operatorname {tr} \left(\mathbf {I} _{n}^{k}\right)=\operatorname {tr} \left(\mathbf {I} _{n}\right)=n\equiv 0}.

## Charakterizace stopy
Následující tři vlastnosti:
{\displaystyle \operatorname {tr} ({\boldsymbol {A}}+{\boldsymbol {B}})=\operatorname {tr} ({\boldsymbol {A}})+\operatorname {tr} ({\boldsymbol {B}})},
{\displaystyle \operatorname {tr} (r{\boldsymbol {A}})=r\cdot \operatorname {tr} ({\boldsymbol {A}})},
{\displaystyle \operatorname {tr} ({\boldsymbol {A}}{\boldsymbol {B}})=\operatorname {tr} ({\boldsymbol {B}}{\boldsymbol {A}})},
charakterizují stopu matice až na skalární násobek v následujícím smyslu: 
Pokud lineární funkcionál {\displaystyle f} na prostoru čtvercových matic splňuje {\displaystyle f(xy)=f(yx)}, potom jsou {\displaystyle f} a {\displaystyle \operatorname {tr} } navzájem přímo úměrné.